# Kiekie lamuerte
Espèce
Kiekie lamuerte est une espèce d'araignées aranéomorphes de la famille des Ctenidae.

## Distribution
Cette espèce est endémique de la province de San José au Costa Rica,. Elle se rencontre vers le Cerro de la Muerte.

## Description
Le mâle holotype mesure 18,57 mm et la femelle paratype 27,76 mm, les mâles mesurent de 18,57 à 19,32 mm.

## Systématique et taxinomie
Cette espèce a été décrite par Hazzi et Hormiga en 2024.

## Étymologie
Son nom d'espèce lui a été donné en référence au lieu de sa découverte, le Cerro de la Muerte.

## Publication originale
(mai 2024).
- Hazzi & Hormiga, 2024 : « Systematics, distribution patterns and historical biogeography of the Central America wandering spider genus Kiekie Polotow & Brescovit, 2018 (Araneae: Ctenidae). » PeerJ, vol. 12, no e17242, p. 1-55 (texte intégral).